# Jan Sedlák
Jan Sedlák (ur. 25 października 1994 w Blansku) – czeski piłkarz występujący na pozycji pomocnika w klubie SK Líšeň.

## Kariera klubowa
Grę w piłkę nożną rozpoczął w 2002 roku w klubie SK Sokol Lipovec. Następnie szkolił się w FK APOS Blansko (2007–2010) oraz w FC Zbrojovka Brno (2010–2013), gdzie został przekwalifikowany z napastnika na defensywnego pomocnika. Latem 2013 roku Sedlák został włączony do składu drużyny seniorów FC Zbrojovka, grającego w 1. ČFL. W sezonie 2013/14 trzykrotnie został on powołany do kadry meczowej. W międzyczasie, jesienią 2014 roku grał na wypożyczeniu w SK Líšeň (MSFL), gdzie zaliczył 5 występów.
22 listopada 2014 zadebiutował w 1. ČFL w spotkaniu z 1. FK Příbram, wygranym 1:0. W sezonie 2015/16 grał na wypożyczeniu w MFK Karviná, z którą awansował do czeskiej ekstraklasy. W II kolejce rozgrywek zdobył swoją pierwszą bramkę w karierze w meczu przeciwko MFK Frýdek-Místek (2:0). Po powrocie do FC Zbrojovka rozpoczął regularne występy. W sezonie 2017/18 spadł ze swoim zespołem do FNL i pozostał tam przez dwa lata. Po kolejnym spadku do II ligi w sezonie 2020/21 opuścił klub.
Latem 2021 roku Sedlák został zawodnikiem Sigmy Ołomuniec, z którą podpisał dwuletni kontrakt. W sezonie 2021/22 zaliczył 21 występów, w tym 13 w wyjściowym składzie. 30 lipca 2022 zdobył pierwszą w karierze bramkę w czeskiej ekstraklasie w meczu przeciwko Baníkowi Ostrava (3:0). W sezonie 2022/23 przegrał rywalizację z Lukášem Greššákiem i rozegrał tylko 5 ligowych spotkań. Występował również w drugoligowych rezerwach. W lutym 2023 roku polubownie rozwiązał swój kontrakt z klubem. Łącznie rozegrał w barwach Sigmy Ołomuniec 26 ligowych meczów i strzelił 1 gola.
W lutym 2023 roku Sedlák przeszedł do Ruchu Chorzów trenowanego przez Jarosława Skrobacza (I liga). W rundzie wiosennej sezonu 2022/23 rozegrał 16 spotkań i awansował ze swoim klubem do Ekstraklasy. Zadebiutował w niej 15 września 2023 w przegranym 0:1 meczu z Górnikiem Zabrze. W sezonie 2023/24 zanotował jeszcze jeden występ i po spadku z ligi opuścił zespół.
W lipcu 2024 roku jako wolny agent podpisał umowę z SK Líšeň (FNL).

## Statystyki kariery
Aktualne na: 26 sierpnia 2024
| Klub               | Sezon             | Liga              | Liga  | Liga   | Puchar kraju | Puchar kraju | Europa | Europa | Inne  | Inne   | Razem | Razem  |
| Klub               | Sezon             | Liga              | Mecze | Bramki | Mecze        | Bramki       | Mecze  | Bramki | Mecze | Bramki | Mecze | Bramki |
| ------------------ | ----------------- | ----------------- | ----- | ------ | ------------ | ------------ | ------ | ------ | ----- | ------ | ----- | ------ |
| FC Zbrojovka Brno  | 2014/2015         | 1. ČFL            | 1     | 0      | 0            | 0            | —      | —      | —     | —      | 1     | 0      |
| FC Zbrojovka Brno  | 2016/2017         | 1. ČFL            | 20    | 0      | 3            | 0            | —      | —      | —     | —      | 23    | 0      |
| FC Zbrojovka Brno  | 2017/2018         | 1. ČFL            | 18    | 0      | 1            | 0            | —      | —      | —     | —      | 19    | 0      |
| FC Zbrojovka Brno  | 2018/2019         | FNL               | 13    | 0      | 1            | 0            | —      | —      | 0     | 0      | 14    | 0      |
| FC Zbrojovka Brno  | 2019/2020         | FNL               | 23    | 0      | 2            | 0            | —      | —      | —     | —      | 25    | 0      |
| FC Zbrojovka Brno  | 2020/2021         | 1. ČFL            | 29    | 0      | 2            | 0            | —      | —      | —     | —      | 31    | 0      |
| FC Zbrojovka Brno  | Ogólnie           | Ogólnie           | 104   | 0      | 9            | 0            | 0      | 0      | 0     | 0      | 113   | 0      |
| SK Líšeň (wyp.)    | 2014/2015         | MSFL              | 5     | 0      | 0            | 0            | —      | —      | —     | —      | 5     | 0      |
| MFK Karviná (wyp.) | 2015/2016         | FNL               | 21    | 2      | 3            | 1            | —      | —      | —     | —      | 24    | 3      |
| Sigma Ołomuniec    | 2021/2022         | 1. ČFL            | 21    | 0      | 2            | 0            | —      | —      | —     | —      | 23    | 0      |
| Sigma Ołomuniec    | 2022/2023         | 1. ČFL            | 5     | 1      | 1            | 0            | —      | —      | —     | —      | 6     | 1      |
| Sigma Ołomuniec    | Ogólnie           | Ogólnie           | 26    | 1      | 3            | 0            | 0      | 0      | 0     | 0      | 29    | 1      |
| Sigma Ołomuniec B  | 2021/2022         | MSFL              | 2     | 0      | —            | —            | —      | —      | —     | —      | 2     | 0      |
| Sigma Ołomuniec B  | 2022/2023         | FNL               | 4     | 0      | —            | —            | —      | —      | —     | —      | 4     | 0      |
| Sigma Ołomuniec B  | Ogólnie           | Ogólnie           | 6     | 0      | 0            | 0            | 0      | 0      | 0     | 0      | 6     | 0      |
| Ruch Chorzów       | 2022/2023         | I liga            | 16    | 0      | —            | —            | —      | —      | —     | —      | 16    | 0      |
| Ruch Chorzów       | 2023/2024         | Ekstraklasa       | 2     | 0      | 1            | 0            | —      | —      | —     | —      | 3     | 0      |
| Ruch Chorzów       | Ogólnie           | Ogólnie           | 18    | 0      | 1            | 0            | 0      | 0      | 0     | 0      | 19    | 0      |
| SK Líšeň           | 2024/2025         | FNL               | 7     | 0      | 0            | 0            | —      | —      | —     | —      | 7     | 0      |
| Ogółem w karierze  | Ogółem w karierze | Ogółem w karierze | 187   | 3      | 16           | 1            | 0      | 0      | 0     | 0      | 203   | 4      |